# Aberdeen Football Club 2014-2015
Questa voce raccoglie le informazioni riguardanti l'Aberdeen Football Club nelle competizioni ufficiali della stagione 2014-2015.

## Stagione
- In Scottish Premiership l'Aberdeen si classifica al 2º posto (75 punti), dietro al Celtic e davanti all'Inverness.
- In Scottish Cup viene eliminato al quarto turno dal Dundee (2-1).
- In Scottish League Cup viene eliminato in semifinale dal Dundee Utd (1-2).
- In Europa League supera il primo turno preliminare battendo i lettoni del Daugava Rīga (8-0) e il secondo turno preliminare battendo gli olandesi del Groningen (2-1), poi viene eliminato al terzo turno preliminare dagli spagnoli della Real Sociedad (2-5).

## Maglie e sponsor
| Casa | Trasferta |

## Rosa
| N. |                             | Ruolo | Calciatore                  |
| -- | --------------------------- | ----- | --------------------------- |
| 1  | Scozia (bandiera)           | P     | Jamie Langfield             |
| 2  | Inghilterra (bandiera)      | D     | Shay Logan                  |
| 3  | Scozia (bandiera)           | D     | Andrew Considine            |
| 4  | Scozia (bandiera)           | D     | Russell Anderson (capitano) |
| 5  | Galles (bandiera)           | D     | Ash Taylor                  |
| 6  | Scozia (bandiera)           | D     | Mark Reynolds               |
| 7  | Scozia (bandiera)           | C     | Kenny McLean                |
| 8  | Irlanda (bandiera)          | C     | Willo Flood                 |
| 9  | Irlanda (bandiera)          | A     | Adam Rooney                 |
| 10 | Irlanda del Nord (bandiera) | A     | Niall McGinn                |
| 11 | Irlanda (bandiera)          | C     | Jonny Hayes                 |
| 14 | Scozia (bandiera)           | A     | Cameron Smith               |
| 15 | Scozia (bandiera)           | C     | Barry Robson                |

| N. |                        | Ruolo | Calciatore         |
| -- | ---------------------- | ----- | ------------------ |
| 16 | Scozia (bandiera)      | C     | Peter Pawlett      |
| 17 | Scozia (bandiera)      | A     | David Goodwillie   |
| 18 | Scozia (bandiera)      | D     | Nicky Low          |
| 19 | Scozia (bandiera)      | D     | Clark Robertson    |
| 20 | Inghilterra (bandiera) | P     | Scott Brown        |
| 21 | Irlanda (bandiera)     | D     | Joe Shaughnessy    |
| 22 | Scozia (bandiera)      | C     | Ryan Jack          |
| 25 | Scozia (bandiera)      | A     | Lawrence Shankland |
| 28 | Montserrat (bandiera)  | D     | Donervon Daniels   |
| 29 | Inghilterra (bandiera) | C     | Andrew Driver      |
| 32 | Scozia (bandiera)      | C     | Kieran Gibbons     |
| 38 | Scozia (bandiera)      | C     | Francis Ross       |
| 39 | Scozia (bandiera)      | A     | Scott Wright       |

## Risultati

### Scottish Premiership
| Arbitro: | Willie Collum |

|  |           |                                                         |
|  | Marcatori | 29’ Ryan Dow 45’ Gary Mackay-Steven 90+2’ Chris Erskine |

| Arbitro: | Crawford Allan |

|  |           |                                 |
|  | Marcatori | 45’ Peter Pawlett 71’ Ryan Jack |

| Arbitro: | Crawford Allan |

|                                     |           |                                         |
| Mark Reynolds 45’ Peter Pawlett 55’ | Marcatori | 57’ Callum Ball 86’ (rig.) Kenny McLean |

| Arbitro: | Craig Thomson |

|                    |           |  |
| Steven MacLean 80’ | Marcatori |  |

| Arbitro: | Brian Colvin |

|                                |           |  |
| Nicky Low 46’ Niall McGinn 66’ | Marcatori |  |

| Arbitro: | Bobby Madden |

|                                   |           |                      |
| Jason Denayer 7’ Kris Commons 46’ | Marcatori | 60’ David Goodwillie |

| Arbitro: | Craig Thomson |

|                                                        |           |  |
| Adam Rooney 20’ David Goodwillie 26’ Peter Pawlett 50’ | Marcatori |  |

| Arbitro: | John Beaton |

|                                                |           |                                      |
| Adam Rooney 24’ Shay Logan 40’ Jonny Hayes 59’ | Marcatori | 16’ Josh Meekings 50’ Marley Watkins |

| Arbitro: | Willie Collum |

|                                           |           |                                                                |
| Gary Harkins 6’ David Clarkson 55’ (rig.) | Marcatori | 5’ Andy Considine 28’ (aut.) James McPake 64’ David Goodwillie |

| Arbitro: | Kevin Clancy |

|                                                            |           |  |
| Tony Andreu 15’ Tony Andreu 53’ Mickaël Antoine-Curier 90’ | Marcatori |  |

| Arbitro: | Crawford Allan |

|                |           |  |
| Jonny Hayes 2’ | Marcatori |  |

| Arbitro: | Willie Collum |

|  |           |                       |
|  | Marcatori | 56’ (aut.) Paul Quinn |

| Arbitro: | Alan Muir |

|                 |           |                                         |
| Adam Rooney 27’ | Marcatori | 38’ Stefan Johansen 90’ Virgil van Dijk |

| Arbitro: | Willie Collum |

|  |           |                        |
|  | Marcatori | 34’ (rig.) Adam Rooney |

| Arbitro: | Brian Colvin |

|                                                        |           |  |
| Ash Taylor 28’ Niall McGinn 51’ Adam Rooney 55’ (rig.) | Marcatori |  |

| Arbitro: | Crawford Allan |

|  |           |                                 |
|  | Marcatori | 19’ Adam Rooney 33’ Adam Rooney |

| Arbitro: | Andrew Dallas |

|                   |           |  |
| Peter Pawlett 69’ | Marcatori |  |

| Arbitro: | Calum Murray |

|  |           |                   |
|  | Marcatori | 12’ Peter Pawlett |

| Arbitro: | Craig Thomson |

|                                       |           |  |
| David Goodwillie 6’ Cammy Smith 90+3’ | Marcatori |  |

| Arbitro: | Willie Collum |

|  |           |                                        |
|  | Marcatori | 36’ Adam Rooney 89’ (rig.) Adam Rooney |

| Arbitro: | Steven McLean |

|  |           |                                 |
|  | Marcatori | 31’ Niall McGinn 33’ Shay Logan |

| Arbitro: | Alan Muir |

|                                                            |           |                                                   |
| David Goodwillie 7’ Jonny Hayes 87’ (rig.) Ryan Jack 90+2’ | Marcatori | 38’ Gary Irvine 40’ Greg Stewart 48’ Gary Harkins |

| Arbitro: | Craig Thomson |

|                                                                       |           |  |
| Adam Rooney 12’ Peter Pawlett 50’ Shay Logan 61’ David Goodwillie 85’ | Marcatori |  |

| Arbitro: | Bobby Madden |

|                  |           |                 |
| Simon Lappin 30’ | Marcatori | 57’ Adam Rooney |

| Arbitro: | Bobby Madden |

|                 |           |  |
| Adam Rooney 39’ | Marcatori |  |

| Arbitro: | Willie Collum |

|  |           |                                                 |
|  | Marcatori | 6’ Andy Considine 8’ Ryan Jack 88’ Niall McGinn |

| Arbitro: | Kevin Clancy |

|                                                   |           |  |
| Adam Rooney 21’ Adam Rooney 48’ Mark Reynolds 66’ | Marcatori |  |

| Arbitro: | John Beaton |

|                                                                                         |           |  |
| Jason Denayer 37’ Leigh Griffiths 63’ (rig.) Gary Mackay-Steven 69’ Stefan Johansen 80’ | Marcatori |  |

| Arbitro: | Crawford Allan |

|                                |           |                    |
| Ash Taylor 50’ Adam Rooney 52’ | Marcatori | 37’ Scott McDonald |

| Arbitro: | Craig Thomson |

|                    |           |                 |
| Stephen McGinn 69’ | Marcatori | 36’ Adam Rooney |

| Aberdeen 4 aprile 2015, ore 16:00 31ª giornata | Aberdeen     | 0 – 0 referto | Partick Thistle | Pittodrie Stadium (12.727 spett.)\| Arbitro: \| Kevin Clancy \| |
| Arbitro:                                       | Kevin Clancy |               |                 |                                                                 |

| Arbitro: | Calum Murray |

|                |           |  |
| Ash Taylor 47’ | Marcatori |  |

| Arbitro: | John Beaton |

|                  |           |                                 |
| Craig Slater 48’ | Marcatori | 40’ Adam Rooney 69’ Cammy Smith |

| Arbitro: | Crawford Allan |

|                  |           |                                         |
| Edward Ofere 48’ | Marcatori | 69’ (aut.) David Raven 74’ Niall McGinn |

| Arbitro: | John Beaton |

|                     |           |  |
| Robbie Muirhead 13’ | Marcatori |  |

| Arbitro: | Craig Thomson |

|  |           |                 |
|  | Marcatori | 49’ Scott Brown |

| Arbitro: | Euan Anderson |

|                   |           |                   |
| Luka Tankulić 43’ | Marcatori | 90+3’ Adam Rooney |

| Arbitro: | Willie Collum |

|  |           |                |
|  | Marcatori | 70’ Chris Kane |

### Scottish Cup
| Arbitro: | Steven McLean |

|                                     |           |                          |
| Thomas Konrad 4’ David Clarkson 90’ | Marcatori | 17’ (aut.) Thomas Konrad |

### Scottish League Cup
| Arbitro: | Andrew Dallas |

|                                                               |           |  |
| Ash Taylor 8’ Adam Rooney 61’ Adam Rooney 74’ Adam Rooney 90’ | Marcatori |  |

| Arbitro: | Bobby Madden |

|                 |           |  |
| Adam Rooney 24’ | Marcatori |  |

| Arbitro: | Steven McLean |

|                                    |           |                      |
| Callum Morris 60’ Nadir Ciftci 84’ | Marcatori | 49’ Donervon Daniels |

### UEFA Europa League
| Arbitro: | Nicolas Rainville |

|                                                                                          |           |  |
| Shay Logan 33’ Niall McGinn 49’ Adam Rooney 52’ (rig.) Jonny Hayes 73’ Adam Rooney 90+2’ | Marcatori |  |

| Arbitro: | Mikhail Vilkov |

|  |           |                                                 |
|  | Marcatori | 22’ Adam Rooney 40’ Adam Rooney 45’ Adam Rooney |

| Aberdeen 17 luglio 2014, ore 20:45 2º Turno - Andata | Aberdeen    | 0 – 0 referto | Groningen | Pittodrie Stadium (16.523 spett.)\| Arbitro: \| Hugo Miguel \| |
| Arbitro:                                             | Hugo Miguel |               |           |                                                                |

| Arbitro: | Daniel Stefanski |

|                        |           |                                         |
| Maikel Kieftenbeld 44’ | Marcatori | 26’ (rig.) Adam Rooney 33’ Niall McGinn |

| Arbitro: | Bastian Dankert |

|                                       |           |  |
| David Zurutuza 53’ Sergio Canales 68’ | Marcatori |  |

| Arbitro: | Eitan Shmuelevic |

|                                     |           |                                                             |
| Peter Pawlett 44’ Mark Reynolds 57’ | Marcatori | 28’ Xabi Prieto 86’ (rig.) Xabi Prieto 90+1’ Markel Bergara |